# Ciclo de Cahill

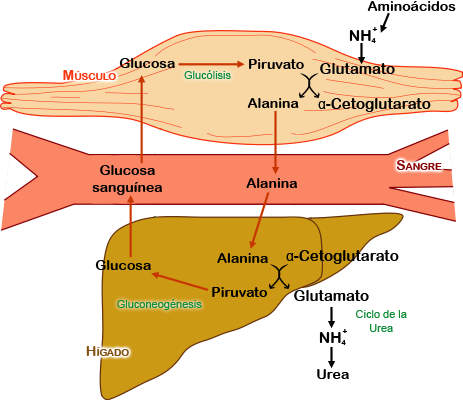
Esquema del ciclo de Cahill. Palabras en verde los ciclos que intervienen.

El Ciclo de Cahill o ciclo alanina-glucosa es un ciclo metabólico muy parecido al ciclo de Cori. En el músculo, cuando los aminoácidos se degradan para ser combustible, normalmente provenientes del músculo mismo cuando se está en un estado de inanición, los grupos amino son recogidos como glutamato a través de una transaminación. El glutamato entonces entrega su grupo α-amino al piruvato, reacción mediada por la alanina aminotransferasa. Sin embargo, es de recordarse que la alanina también puede formarse de otros aminoácidos como valina e isoleucina, y no solo por Proteólisis.
La alanina formada pasa a la sangre y de ahí al hígado. Estando en los hepatocitos, la alanina aminotransferasa pasa el grupo amino de la alanina al α-cetoglutarato, formando nuevamente piruvato y glutamato. Aquí el glutamato puede desviarse al ciclo de la urea por la glutamato deshidrogenasa, liberando amonio (NH+4). Algo muy útil, ya que el músculo no puede sintetizar la urea a partir de un ion amonio.
Por el otro lado, el piruvato como metabolito a la gluconeogénesis donde el hígado reforma glucosa la cual regresa por la sangre hasta el músculo donde esta lista para entrar a la glucólisis y servir de combustible, o bien, almacenarse como glucógeno muscular.
Además de lo mencionado anteriormente, este ciclo también recicla esqueletos carbonados (α-ácidos) entre el músculo y el hígado.